# Falsozorilispe linearis
Falsozorilispe linearis là một loài bọ cánh cứng trong họ Cerambycidae.